# Ian Bell (Rennfahrer)
Ian Bell (* 17. Juni 1957; † 10. Juni 2016 in Douglas, Isle of Man) war ein britischer Motorradrennfahrer.

## Leben und Wirken
Ian Bell entstammte einer Rennfahrerfamilie. Seine Brüder Geoff und Geordie waren wie er Motorradrennfahrer. Anfangs war er als Solopilot unterwegs. 1979 ging Bell erstmals beim Southern 100 auf der Isle of Man an den Start und wurde auf Anhieb auf Yamaha Zweiter im 1300-cm³-Rennen und hinter George Fogarty und Joey Dunlop Dritter im Solo Championship-Lauf wurde. In den folgenden Jahren errang er bei dem Straßenrennen zahlreiche Siege – sowohl in den Soloklassen als auch in der Seitenwagenkategorie.
Nachdem er durch einen Unfall seine Solokarriere nicht fortsetzen konnte, konzentrierte sich Bell auf den Gespannrennsport. Ab 1995 nahm er in der Seitenwagenklasse an der Isle of Man TT teil. Im ersten Jahr errang er auf einer Windle-Mitsui-Yamaha zusammen mit seinem Beifahrer Craig Hallam in den beiden Rennen die Ränge fünf und sechs und wurde damit bester Newcomer seiner Klasse.
In den Folgejahren fuhr Bell bis 2004 insgesamt fünf Podiumsplatzierungen bei der TT ein. Höhepunkt war sein  Sieg beim ersten Rennen des Jahres 2003. Auf einer DMR-Bell-Yamaha gewann er zusammen mit Co-Pilot Neil Carpenter vor dem Duo Nick Crowe / Darren Hope auf dem Mountain Course.
Im Training zur 2004er Auflage der TT hatte Bell bei Hillberry einen schweren Trainingsunfall. Die dort erlittenen Handverletzungen zwangen ihn zu einer Rennpause. Ab ca. 2009 war Ian Bell wieder aktiv und startete mit Sohn Carl als Beifahrer. 2014 kehrte er zur TT zurück und fuhr auf Anhieb wieder Platzierungen unter den Besten fünf ein.
Am 10. Juni 2016 verunglückte Ian Bell mit seinem LCR-Yamaha-Gespann im Rahmen des zweiten Seitenwagenrennens der Isle of Man TT 2016 bei Ballaspur in der Nähe von Peel tödlich. Sein Beifahrer und Sohn Carl entkam dem Unglück unverletzt.
Bell lebte in Bedlington, Northumberland, wo er einen Motorradhandel betrieb. Er wurde 58 Jahre alt und hinterließ seine Frau Trudi und zwei Kinder.

## Statistik

### Isle-of-Man-TT-Siege
| Jahr | Klasse                               | Beifahrer      | Maschine    | Durchschnittsgeschwindigkeit |
| ---- | ------------------------------------ | -------------- | ----------- | ---------------------------- |
| 2003 | Sidecar (Gespanne, 500 cm³) Rennen 2 | Neil Carpenter | Bell-Yamaha | 110,16 mph (177,29 km/h)     |

## Verweise